# Draft WNBA

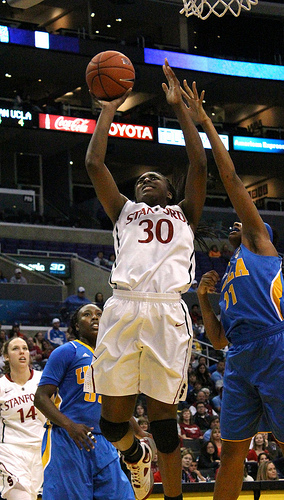
Nneka Ogwumike,sous le maillot de Stanford, premier choix de la draft en 2012.

La draft WNBA est un événement annuel majeur de la WNBA. Elle est comparable à une bourse de joueuses qui vont débuter dans la ligue : lors d’une soirée où sont réunis le commissaire de la WNBA et les dirigeants de toutes les équipes de la ligue, chaque équipe sélectionne à tour de rôle une joueuse issue de l’université ou de l’étranger. La draft est le point d'entrée principal pour la majorité des joueuses évoluant en WNBA. La première draft WNBA a eu lieu en 1997.

## Organisation
La draft WNBA 1997 est divisée en trois parties. La première partie consiste en l'attribution de 16 joueuses dans chacune des huit équipes. La deuxième partie est intitulée WNBA Elite draft, incluant des joueuses en provenance d'autres ligues professionnelles. La dernière partie est constituée de 4 tours pour une draft classique.
Les trois saisons suivantes 1998, 1999 et 2000 comprendront des drafts d'expansion en raison de l'arrivée de nouvelles franchises dans la ligue. Il n'y aura pas d'autre draft d'expansion jusqu'à la saison 2006.
Il y a quatre tours jusqu'à la draft 2002. À compter de la draft 2003, elles compteront trois tours.
Il y a plusieurs drafts de dispersion en raison de la disparition de certaines franchises. En 2003, avec l'arrêt du Sol de Miami et du Fire de Portland ; en 2004, avec la dissolution des Rockers de Cleveland ; en 2007, avec l'arrêt du Sting de Charlotte, en 2008, avec la disparition des Comets de Houston et en 2009, avec la dissolution des Monarchs de Sacramento. Les joueuses sont alors réparties dans les autres équipes selon un principe similaire à la draft classique.
Plusieurs mois en amont de la draft se tient la loterie de la draft qui détermine l'ordre du choix parmi les équipes les moins bien classées.

## Éligibilité des joueuses
Sont éligibles les joueuses américaines ou scolarisées aux États-Unis allant avoir 22 ans dans l'année calendaire de la draft ou avoir terminé les quatre années de leurs études universitaires ou avoir quitté depuis au moins quatre années l'université. Les joueuses « internationales » (ni nées ni ne résidant aux États-Unis) sont éligibles si elles atteignent 20 ans dans l'année suivant la draft (par exemple Lauren Jackson draftée âgée de 19 ans et 1 mois),.
Les joueuses désirant reporter leur éligibilité à la draft d'un an doivent renoncer à leur sélection dix jours avant le jour de la draft.

### Cas notables
Les joueuses non draftées dans leur 22e année ne sont plus éligibles à la draft et peuvent être signées par n'importe quelle équipe comme agent libre. D'où l'invalidation de choix de joueuses trop âgées pour la draft comme Elīna Babkina en 2011 et Isabelle Yacoubou en 2012.
En juin 2009, Epiphanny Prince quitte l'Université Rutgers après seulement trois années pour rejoindre le club turc de Botaş Spor. Elle est la première joueuse à passer professionnelle à l'étranger sans avoir terminé ses études et à se présenter à la draft un plus tard. Contrairement à la NBA, les « underclassmen » ne sont pas éligibles à la draft. Epiphanny Prince est draftée en 3e choix en 2010. Candace Parker est draftée sans avoir disputé son année senior, mais elle a obtenu son diplôme en trois ans.
En 2001, Schuye LaRue quitte la NCAA après son année sophomore - deuxième année - et ne se présente à la draft qu'en 2003,.
Jewell Loyd se présente à la draft WNBA 2015, dont elle est le premier choix, après son année junior car ayant l'âge requis. Elle s'engage toutefois à compléter ses études en parallèle de son contrat professionnel[réf. souhaitée].

## Loterie de la draft WNBA

Logo de la loterie de la draft WNBA.

La WNBA organise annuellement depuis 2002 une cérémonie de tirage au sort des premiers choix de la draft entre les deux puis les quatre équipes (les non qualifiés pour les play-offs) les moins bien classées. Un tel système existe en NBA. Les équipes concernées voient leurs chances pondérées par leur classement.
En 2007, pour la première fois depuis l'instauration de la loterie, le premier choix revient à l'équipe ayant le plus faible probabilité mathématique de l'obtenir, le Mercury de Phoenix. C'est également la première fois que l'équipe avec la deuxième plus faible probabilité mathématique - les Silver Stars de San Antonio - obtient le second choix. Bien que le Shock de Tulsa ait disposé du maximum de chances en 2011 et 2012, la franchise n'obtient jamais le premier choix.
Le Mercury de Phoenix remporte le premier choix de la draft 2013 (puis choisissent Brittney Griner) bien que les Mystics de Washington aient disposé du maximum de chances. Alors que la loterie a été créée pour limiter les opportunités d'un meilleur choix de draft par un mauvais classement la saison précédente (« tanking »), le Mercury s'est privé pendant plusieurs semaines de sa star Diana Taurasi dans le but d'obtenir un faible classement.
Dans l'exemple de la draft WNBA 2014, les deux équipes les plus mal classées tirent ainsi le premier et le deuxième choix, alors que l'équipe avec le 3e plus mauvais bilan obtient le 4e choix :
| Équipe                      | Bilan 2013 | Chances à la loterie | Choix 2014 | Choix 2014 | Choix 2014 | Choix 2014 | Choix 2014 |
| Équipe                      | Bilan 2013 | Chances à la loterie | 1er        | 2e         | 3e         | 4e         |            |
| --------------------------- | ---------- | -------------------- | ---------- | ---------- | ---------- | ---------- | ---------- |
| Sun du Connecticut          | 10-24      | 442 sur 1 000        | 44,2 %     | 31,6 %     | 18,1 %     | 6,2 %      |            |
| Shock de Tulsa              | 11-23      | 227 sur 1 000        | 22,7 %     | 26,9 %     | 29,4 %     | 20,9 %     |            |
| Liberty de New York         | 11-23      | 227 sur 1 000        | 22,7 %     | 26,9 %     | 29,4 %     | 20,9 %     |            |
| Stars de San Antonio        | 14-20      | 104 sur 1 000        | 10,4 %     | 14,5 %     | 23,2 %     | 52,0 %     |            |
| en jaune l’équipe désignée. |            |                      |            |            |            |            |            |

En août 2015, la WNBA annonce une modification des règles de la loterie. Pour limiter l'intérêt du « tanking », les chances d'obtenir les premiers choix seront maintenant déterminés sur la moyenne des deux dernières saisons (au lieu de la dernière) pour les équipes ne participant pas aux play-offs. Par ailleurs, l'équipe la plus mal classée des quatre ne pourra obtenir au pire que le troisième choix. Sauf égalité, les chances sur 1 000 de tirer le premier choix sont les suivantes : 442 pour la plus mal classée, 276 pour la suivante, puis encore 178 et enfin 104 pour la quatrième plus mal classée.

## Les premiers choix

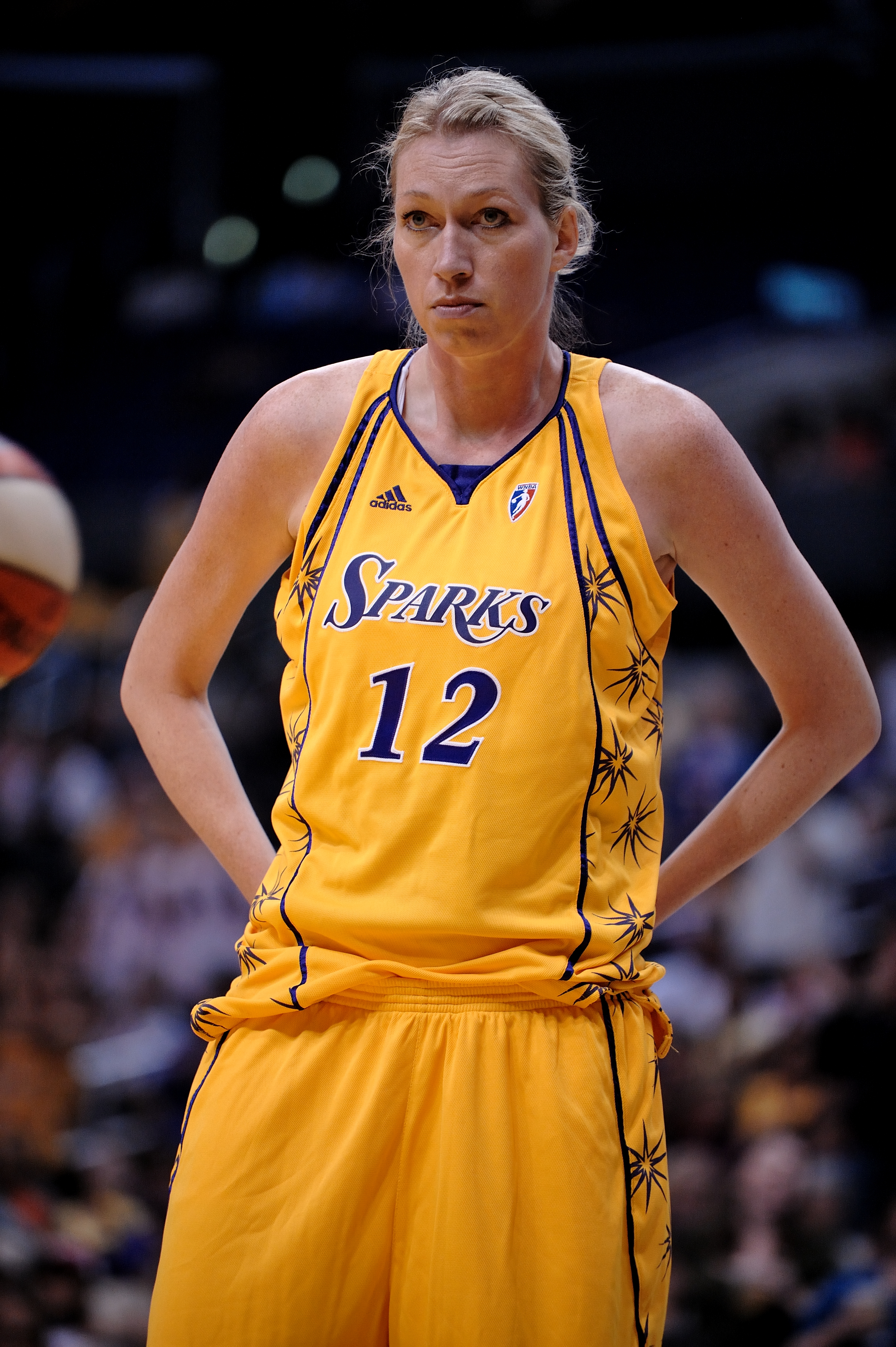
Małgorzata Dydek, premier choix en 1998.

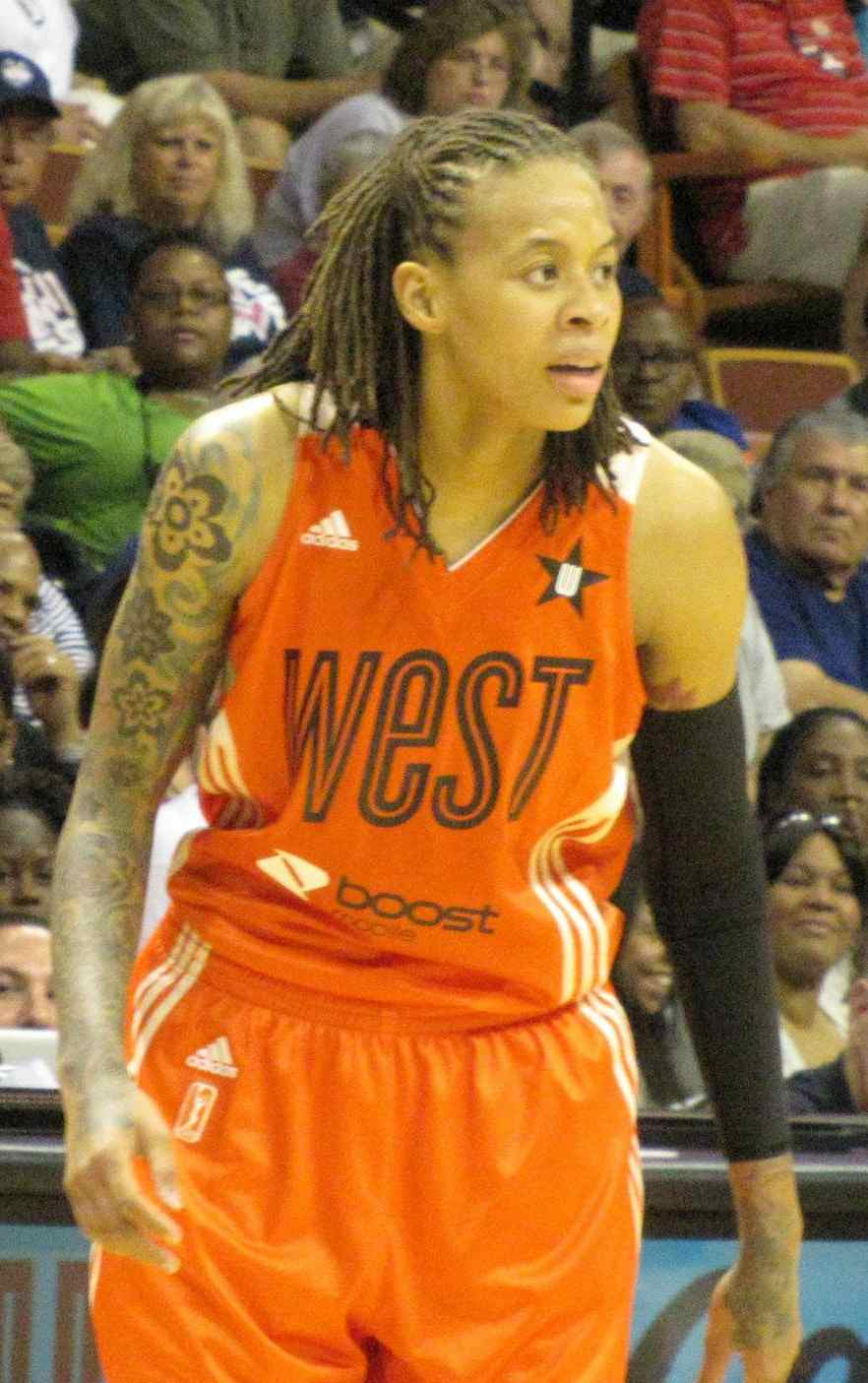
Seimone Augustus, premier choix en 2006.

| Année      | Joueuse               | Nationalité | Université/Club                 | Franchise WNBA                                       |
| ---------- | --------------------- | ----------- | ------------------------------- | ---------------------------------------------------- |
| Élite 1997 | Dena Head             | États-Unis  | Volunteers du Tennessee         | Starzz de l'Utah                                     |
| 1997       | Tina Thompson         | États-Unis  | Trojans d'USC                   | Comets de Houston                                    |
| 1998       | Małgorzata Dydek      | Pologne     | Pool Getafe                     | Starzz de l'Utah                                     |
| 1999       | Chamique Holdsclaw1,2 | États-Unis  | Volunteers du Tennessee         | Mystics de Washington                                |
| 2000       | Ann Wauters           | Belgique    | Osiris Aalst                    | Rockers de Cleveland                                 |
| 2001       | Lauren Jackson2       | Australie   | Canberra Capitals               | Storm de Seattle                                     |
| 2002       | Sue Bird2             | États-Unis  | Huskies du Connecticut          | Storm de Seattle                                     |
| 2003       | LaToya Thomas (en)    | États-Unis  | Bulldogs de Mississippi State   | Rockers de Cleveland                                 |
| 2004       | Diana Taurasi 1       | États-Unis  | Huskies du Connecticut          | Mercury de Phoenix                                   |
| 2005       | Janel McCarville      | États-Unis  | Golden Gophers du Minnesota     | Sting de Charlotte                                   |
| 2006       | Seimone Augustus1,2   | États-Unis  | Tigers de LSU                   | Lynx du Minnesota                                    |
| 2007       | Lindsey Harding       | États-Unis  | Blue Devils de Duke             | Mercury de Phoenix (transférée au Lynx du Minnesota) |
| 2008       | Candace Parker1,3     | États-Unis  | Volunteers du Tennessee         | Sparks de Los Angeles                                |
| 2009       | Angel McCoughtry1     | États-Unis  | Cardinals de Louisville         | Dream d'Atlanta                                      |
| 2010       | Tina Charles1         | États-Unis  | Huskies du Connecticut          | Sun du Connecticut                                   |
| 2011       | Maya Moore1,2         | États-Unis  | Huskies du Connecticut          | Lynx du Minnesota                                    |
| 2012       | Nneka Ogwumike1       | États-Unis  | Cardinal de Stanford            | Sparks de Los Angeles                                |
| 2013       | Brittney Griner2      | États-Unis  | Bears de Baylor                 | Sparks de Los Angeles                                |
| 2014       | Chiney Ogwumike2      | États-Unis  | Cardinal de Stanford            | Sun du Connecticut                                   |
| 2015       | Jewell Loyd1          | États-Unis  | Fighting Irish de Notre-Dame    | Storm de Seattle                                     |
| 2016       | Breanna Stewart1      | États-Unis  | Huskies du Connecticut          | Storm de Seattle                                     |
| 2017       | Kelsey Plum           | États-Unis  | Huskies de Washington           | Stars de San Antonio                                 |
| 2018       | A'ja Wilson1,2        | États-Unis  | Gamecocks de la Caroline du Sud | Aces de Las Vegas                                    |
| 2019       | Jackie Young          | États-Unis  | Fighting Irish de Notre-Dame    | Aces de Las Vegas                                    |
| 2020       | Sabrina Ionescu       | États-Unis  | Ducks de l'Oregon               | Liberty de New York                                  |
| 2021       | Charli Collier        | États-Unis  | Longhorns du Texas              | Liberty de New York                                  |
| 2022       | Rhyne Howard1,2       | États-Unis  | Wildcats du Kentucky            | Dream d'Atlanta                                      |
| 2023       | Aliyah Boston1,2      | États-Unis  | Gamecocks de la Caroline du Sud | Fever de l'Indiana                                   |
| 2024       | Caitlin Clark1,2      | États-Unis  | Hawkeyes de l'Iowa              | Fever de l'Indiana                                   |
| 2025       | Paige Bueckers        | États-Unis  | Huskies du Connecticut          | Wings de Dallas                                      |

Notes:
- 1: Remporte le trophée de Rookie de l'année.
- 2: Participe au WNBA All-Star Game pour leur première saison.
- 3: Remporte le trophée de MVP de la saison pour leur première saison.

En 2016, Connecticut recense cinq joueuses choisies en premier choix (Sue Bird, Diana Taurasi, Tina Charles, Maya Moore, Breanna Stewart), les universités de Tennessee (Chamique Holdsclaw, Candace Parker) et Stanford (Nneka Ogwumike, Chiney Ogwumike) n'en compilant que deux.

## Faits remarquables
- 1997 : Cynthia Cooper, Sheryl Swoopes et Tina Thompson deviendront des éléments majeurs de la dynastie des Comets de Houston.
- 1999 : Taj McWilliams-Franklin devient la joueuse sélectionnée le plus bas à devenir All-Star (3e tour, 32e rang).
- 2001 : L'Australienne Lauren Jackson est la joueuse la plus jeune choisie en première position, à l'âge de 19 ans.
- 2002 : Quatre des six premiers choix de la draft, Sue Bird (no 1), Swin Cash (no 2), Asjha Jones (no 4) et Tamika Raymond (no 6) sont issues de la même équipe, les championnes NCAA 2002 des Huskies du Connecticut.
- 2003 : Cheryl Ford, la fille de la star NBA Karl Malone, aide le Shock de Détroit à remporter le titre de champion WNBA pour sa première saison.
- 2005 : Kristin Haynie devient la première joueuse à disputer la finale NCAA (avec Michigan State) et les Finales WNBA (avec les Monarchs de Sacramento) lors de la même année. Elle perd la finale NCAA, mais remporte la finale WNBA.
- 2006 : Quatre des six premiers choix de la draft sont sélectionnées pour le All-Star Game lors de leur saison rookie: Seimone Augustus, Cappie Pondexter, Sophia Young et Candice Dupree.
- 2008 : La numéro 1 de la draft Candace Parker devient la première joueuse de WNBA à remporter le trophée de rookie de l'année et de MVP de la saison.
- 2012 et 2014 : Nneka et Chiney Ogwumike sont deux sœurs qui sont toutes deux choisies premiers choix de la draft
- 2016 : Les trois premiers choix de la draft, Breanna Stewart (no 1), Moriah Jefferson (no 2) et Morgan Tuck (no 3) sont issues de la même équipe, les championnes NCAA 2016 des Huskies du Connecticut.
- 2019 : Les cinq partants du Fighting Irish de Notre Dame, finalistes du tournoi de la NCAA 2019, ont été choisis dans le draft : Jackie Young (no 1), Arike Ogunbowale (no 5), Brianna Turner (no 11), Jessica Shepard (en) (no 16) et Marina Mabrey (no 19).
- 2020 : Sœur cadette d'Nneka Ogwumike et Chiney Ogwumike, Erica Ogwumike est choisie au troisième tour par le Lynx, en faisant la famille la plus représentée en WNBA[9]
- 2024 : La numéro 1 de la draft Caitlin Clark a été la première rookie à être nommée dans la première équipe All-WNBA depuis que Candace Parker a été MVP lors de sa saison rookie 2008.

### Impact des premiers choix
Avant la saison WNBA 2016, 10 des 19 premiers choix de la draft ont reporté le titre de Rookie de l'année, 7 sur 19 ont remporté le championnat avec la franchise qui les a draftée (contre 2 sur 30 en NBA, David Robinson et Tim Duncan) et les premiers choix ont remporté 8 des titres de MVP. Quelques excellentes joueuses n'ont pas été le premier choix comme Tamika Catchings choisie deux rangs après Lauren Jackson, Yolanda Griffith et Elena Delle Donne en second choix.